# 斯德哥爾摩音樂博物館
59°20′01″N 18°04′42″E / 59.33351°N 18.07820°E

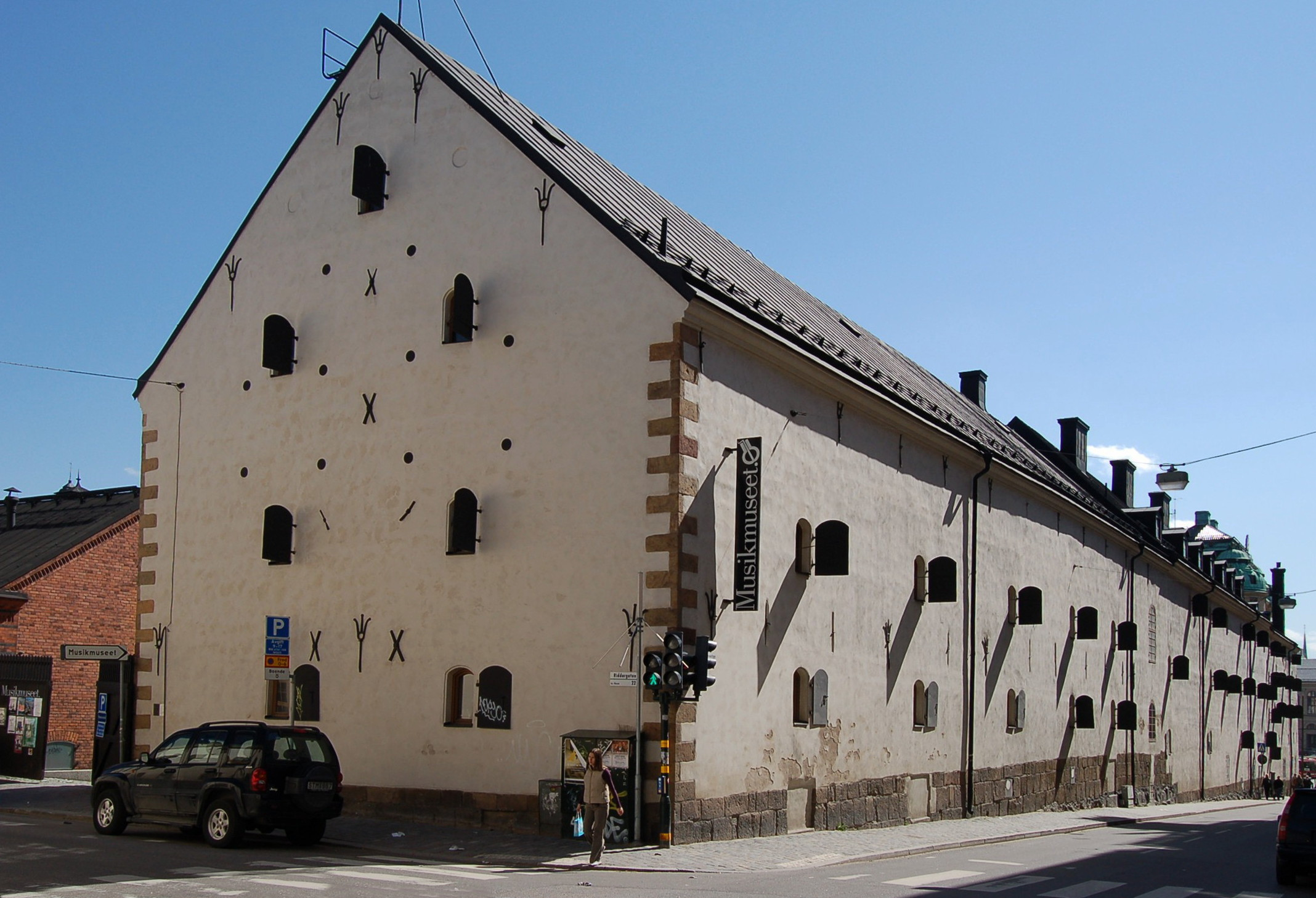
斯德哥爾摩音樂博物館

斯德哥爾摩音樂博物館（Musikhistoriska museet）是瑞典首都斯德哥爾摩的一座博物館，成立於1897年。這座博物館最初約有200件展品，眾多來自於捐獻。1901年開始，這座博物館對公眾開放。

## 外部連結
- 维基共享资源上的相關多媒體資源：斯德哥爾摩音樂博物館
- Stockholm Music Museum （页面存档备份，存于） official website.